# 遠藤章史
遠藤 章史（えんどう あきふみ、1964年12月10日 - ）は日本の男性声優。東京都出身。現在フリー。以前はトルバドール音楽事務所、プロダクション東京ドラマハウスに所属していた。

## 出演

### テレビアニメ
1990年
- 魔神英雄伝ワタル2（ゴーキントン、男、門弟）
- 勇者エクスカイザー（ヒデ）

1991年
- 機甲警察メタルジャック（助手、工作員、通信、ヘリの通信、アラン）
- 太陽の勇者ファイバード（作業員、職員、救急隊員、隊員）

1994年
- 勇者警察ジェイデッカー（尾上真琴）

1995年
- 天地無用!（相模）

1999年
- イケてる2人（体育教師）
- HUNTER×HUNTER（第1作）（セドカン）

2001年
- まほろまてぃっく（郡司義彦、神崎孝則）

2002年
- まほろまてぃっく 〜もっと美しいもの〜（郡司義彦）

2004年
- 陸奥圓明流外伝 修羅の刻（坂本龍馬）

2007年
- ひぐらしのなく頃に解（山狗）

2008年
- スイスイ!フィジー!（アオーラ）

### 劇場アニメ
- 機動戦士ガンダムF91（1991年、クリス）

### OVA
- クラッシャージョウ - 氷結監獄の罠（1989年、囚人）
- ダーティペア（1987年、係員）
- SDガンダム外伝III（1990年、法術師ニュー）
- 魔動王グランゾート 最後のマジカル大戦（1990年、係官、兵士）
- YJ版レモンエンジェル（1990年、級長、ナンパ男）
- あたし天使あなた悪魔（1995年）

### ゲーム
- 東京シャドウ（1996年）
- イワトビペンギンROCKY×HOPPER（1997年）
- ブレイブサーガ2（2000年、シズマ）
- スーパーロボット大戦BX（2015年、法術師ニュー）